# Halina Szahidewicz
Halina Szahidewicz (ur. 1936) – polska działaczka polskiej społeczności tatarskiej, redaktorka oraz nauczycielka.

## Życiorys
Jej rodzicami byli Mieriema Micharska i Konstanty Jabłońscy. Ojciec pracował jako sorter skór surowych w Białostockim Przedsiębiorstwie Obrotu Surowcami Włókienniczymi i Skórzanymi, a następnie wspólnie z małżonką prowadził dom dla potrzebujących.
Przez wiele lat pracowała jako nauczycielka chemii, a także w latach 1967–1990 pełniła funkcję wicedyrektora i dyrektora ds. administracyjnych w Technikum Mechanicznym w Białymstoku. W 1987 została wybrana na przewodniczącą Muzułmańskiej Gminy Wyznaniowej w Białymstoku, którą pozostała do 2012, kiedy jej miejsce zajęła Kamila Półtorzycka. Z inicjatywy Haliny Szahidewicz 13 marca 1999 zawiązano folklorystyczny Tatarski Zespół Dziecięco-Młodzieżowy „Buńczuk”, którego została pierwszą i wieloletnią kierowniczką. 
Współzałożycielka powstałej w 1997 Rady Wspólnej Katolików i Muzułmanów, która wyróżniła ją tytułem „Człowieka Dialogu" w 2010. Współzałożycielka i redaktorka rocznika „Pamięć i Trwanie”, członkini Rady Redakcyjnej kwartalników „Przegląd Tatarski” i „Muzułmanie Rzeczypospolitej”, redaktorka antologii poezji tatarskiej Oto moje dziedzictwo, a także autorka wydanej 2015 książki Buńczuk. 15 lat Tatarskiego Zespołu Dziecięco-Młodzieżowego. 
Członkini jury i konsultantka Festiwalu Podlaska Oktawa Kultur – folklorystycznego festiwalu zespołów z Europy, Azji i Ameryki. Uczestniczka rozpoczętej przez Musę Çaxarxan Czachorowskiego Inicjatywy Wydawniczej Çaxarxan Xucalıq. 